# Préfecture de Watarai
 (décembre 2021).
1867–1876
Entités précédentes :
- Province d'Ise
- Préfecture de Toba
- Préfecture de Hisai

Entités suivantes :
- Préfecture de Mie

La Préfecture de Watarai (度会県, Watarai-ken) est ancienne préfecture du Japon ayant existé de 1871 à 1876, avant d'être intégré à la préfecture de Mie. Sa capitale était Ise. 

## Histoire

### Première création
Après l'annonce de la dissolution du Shogunat Tokugawa en 1867, une première préfecture est établie à Ise, le fu (en) de Watarai (度会府, Watarai-fu). Hashimoto Saneyana (ja) en devient son premier gouverneur et prend son poste au bureau du Yamada bugyō du village de Kobayashi. Les autres gouvernements locaux d'Uji (ja) et de Yamada Sanpō (ja) sont aussi démantelés.
En août 1869, le fu de Watarai devient officiellement une préfecture (度会県, Watarai-ken) et le bureau préfectoral est déménagé dans le quartier Minowa d'Ise. 

### Seconde création
La préfecture de Watarai est recréée à la suite de l'abolition du système han. Cette seconde création place les districts d'Ichishi (ja), Iitaka (ja), Iino (ja), Taki, Watarai, Tōshi (ja), Ago (ja), Minamimuro et Kitamuro. 
En avril 1876, la préfecture de Watarai est fusionnée à la préfecture d'Anotsu (安濃津県) pour créer la préfecture de Mie. 